# Náměšť na Hané
Náměšť na Hané – miasteczko (městys) i gmina (obec) w Czechach, w kraju ołomunieckim, w powiecie Ołomuniec. W 2022 roku liczyła 2161 mieszkańców.